# Чизано Бергамаско
Чиза̀но Бергама̀ско (на италиански: Cisano Bergamasco; на ломбардски: Sisà, Сиза) е градче и община в Северна Италия, провинция Бергамо, регион Ломбардия. Разположено е на 267 m надморска височина. Населението на общината е 6377 души (към 2017 г.).